# برنت جنینگز
دیوید وارشوفسکی (به انگلیسی: Brent Jennings) (زاده ۱۹۵۱) بازیگرآمریکایی است.
از فیلم‌های معروف او می‌توان به بازی در فیلم داغ سرخ و یک قدم تا جهنم اشاره کرد.